# باربرا كريستيان
باربرا كريستيان (بالإنجليزية: Barbara Christian)‏ هي بروفيسورة أمريكية، ولدت في 12 ديسمبر 1943 في سانت توماس في الولايات المتحدة، وتوفيت في 25 يونيو 2000 في بيركيلي في الولايات المتحدة.

## وصلات خارجية
- باربرا كريستيان على موقع الموسوعة البريطانية (الإنجليزية)